# 阿尔卑巴赫
阿尔卑巴赫是奥地利蒂罗尔州库夫施泰因县的一个市镇。总面积58.38平方公里，总人口2585人，人口密度44.3人/平方公里（2005年）。